# كريل طويل الذنب
ايفوزي طويل الذنب أو كريل طويل الذنب (الاسم العلمي: Thysanoessa longicaudata) هو نوع من الحيوانات البحرية يتبع جنس ايفوزي مهدب من فصيلة الايفوزية.